# Félix le chat (série télévisée d'animation)
Félix le chat (Felix the Cat) est une série télévisée d'animation américaine en 126 épisodes de 30 minutes, réalisée et produite par Joe Oriolo d'après l'œuvre d'Otto Messmer, diffusée entre le 2 octobre 1958 jusqu'en 2 mai 1961 en syndication aux États-Unis et mettant en vedette Félix le Chat.
En France, la série est diffusée en 1975 sur TF1 dans l'émission Les Visiteurs du mercredi puis en 1976 dans Samedi est à vous.

## Distribution

### Voix originale
- Jack Mercer : Félix le chat et autres personnages

### Voix françaises
- Pierre Guillermo : Félix le chat
- Guy Piérauld : Petit Biquet
- Georges Atlas : le Professeur
- Henry Djanik : Rocky la Brute, rôles divers
- Gérard Hernandez : le Professeur (2e voix) et divers rôles
- Pierre Collet : Maître Cylindre / Fortenthème
- Jacques Marin : Klang (complice de Maître Cylindre)

Sources : Planète Jeunesse et DVD